# 三重県道751号三戸紀伊長島停車場線
三重県道751号三戸紀伊長島停車場線（みえけんどう751ごう さんどきいながしまていしゃじょうせん）は三重県北牟婁郡紀北町を通る一般県道である。

## 概要

### 路線データ
- 起点：北牟婁郡紀北町島原字南又1911番4[3]（宮川第一発電所前）
- 終点：北牟婁郡紀北町東長島字井の島330番6[3]（紀伊長島駅前）
- 総延長：11.917km
- 路線認定：1968年（昭和43年）12月3日[1]

## 路線状況

### 重複区間
- 国道422号：紀北町島原 - 紀北町東長島（東長島北交差点）

## 地理
宮川第一発電所（水力発電所）前を起点に三戸川沿いを進む。途中、三戸の集落を通過して三戸川と赤羽川の合流点付近で国道422号に接続、重複区間となる。以降、路線バスの通る幅の広い道路となる。赤羽中心街を抜け、国道42号と東長島北交差点で接続し、再び単独路線となり、紀伊長島駅で終点を迎える。

### 通過する自治体
- 三重県北牟婁郡紀北町

### 接続する道路
- 国道422号：紀北町島原（赤羽中学校前）、東長島北交差点
- 国道42号：東長島北交差点

### 沿線
- 三重県企業庁宮川第一発電所
- 三戸川
- 赤羽川
- 赤羽神社
- 紀北町立赤羽中学校
- 紀北町役場赤羽出張所
- 紀伊島原郵便局
- 紀北町立志子小学校
- 三重県立尾鷲高等学校長島校（2010年廃校）
- JR紀勢本線 紀伊長島駅

## 参考資料
- 『県別マップル24 三重県道路地図』（昭文社、2009年3版1刷発行、ISBN 978-4-398-62474-1 、72ページ）